# アルタイルの涙
「アルタイルの涙」（アルタイルのなみだ）は、山崎まさよし通算31枚目のシングル。2012年6月26日発売。制作はNAYUTAWAVE RECORDS、発売・販売元はユニバーサルミュージック合同会社。

## 解説
CDシングルのパッケージとしては、「星空ギター」（2012年11月28日発売、UPCH-80297）より約7ヶ月ぶりのシングル盤である。山崎まさよしにとって、2013年初めてのシングルとなった。
表題曲「アルタイルの涙」は、NHK BSプレミアムで放送されたのちNHK総合でも放送された時代劇テレビドラマ『妻は、くノ一』の主題歌である。2012年から2013年にかけて開催されたコンサート・ツアー「YAMAZAKI MASAYOSHI TOUR 2012-2013 "SEED FOLKS"」の一部のライブ会場ではショート・バージョンが弾き語りで披露された。カップリング曲は前作の「星空ギター」同様、既発表曲の別バージョンを収録している。歌詞に「星」が出てくる3曲が選ばれており、江川ゲンタ・中村キタローとのセッションにより「星空SESSION」と名付けられている。
ニコニコ動画（動画共有サービス）で生放送された番組におけるパフォーマンスが収められたDVD-Video付の初回限定盤（UPCH-89153）と、CD-DAのみの通常盤（UPCH-80325）が発売された。初回盤・通常盤ともに異なるディスクジャケット写真が採用されている。
発売当時の生産分にはパッケージフィルムにタイアップ情報や、本シングルと同時生産発売された企画ベスト・アルバム『The Road to YAMAZAKI 〜the BEST for beginners〜 』（UPCH-20324/UPCH-20325）2作品と連動した応募プレゼント概要を記載したシールが貼られた。また、インターネット上の連動企画や、発売日前の25日には日本科学未来館（東京都江東区）のドームシアターガイアでプラネタリウムライブが開催された。
シングルとベスト・アルバムの同時発売は、2008年12月10日に「Heart of Winter」（UPCH-80098）と限定盤の『BLUE PERIOD -Complete SOUND + VISION PACKAGE-』（UPCH-29020）以来である。

## 収録曲

### CD-DA
1. アルタイルの涙（4分10秒）
  - 作詞・作曲: 山崎将義
2. 星空ギター [星空SESSION]（3分57秒）
  - 作詞・作曲: 山崎将義
3. 星に願いを [星空SESSION]（4分9秒）
  - 作詞・作曲: 山崎将義
4. Passage [星空SESSION]（4分43秒）
  - 作詞・作曲: 山崎将義
5. アルタイルの涙（backing track）（4分7秒）

### DVD-Video
- Best Selections From "詳しいことはリビングで"

1. Heart of Winter
2. やわらかい月
3. お家へ帰ろう
4. コイン
5. ツバメ